# Ede såg
Ede såg var ett sågverk vid Stömneån i Ede i Delsbo i Hälsingland. Sågverket som uppfördes 1923 blev ett byggnadsminne 1992. Det har varit igång periodvis ända fram till 1990-talet. Sågar från denna tid har funnits i stort antal i länet men har till skillnad från Ede såg rivits eller lämnats att förfalla.
I juni 2022 drabbades det gamla såghuset av en brand som orsakade förödande skador.

## Historia
Stömneån rinner genom Delsbo samhälle mellan sjöarna Stömnesjön och Avasjön. Ån är en knapp kilometer lång och har en fallhöjd på cirka 16 meter. Vattenkraften i ån har utnyttjats alltsedan 1500-talet till kvarnar, smedjor, sågar, linberedningsverk och så småningom även till kraftstationer. Bonden Per Perssons morfar hade köpt en kvarn och årättigheterna redan 1875. Per Persson själv uppförde 1923 hyvleribyggnaden vid Ede såg och hyvleri. Där installerades först en cirkelsåg där virket till den stora sågbyggnaden sågades samma år. I sågen installerades en ramsåg från Bolinders i Stockholm.
Marken för sågen och den intilliggande skäkten och kvarnen tillhörde det stora stamhemmanet fram till 1965 då Per Perssons son Olof Persson Nors köpte sågen av sin far och styckade av tomten.
Produktionen vid sågen såldes till största delen utanför Delsbo och fraktades med järnväg först till Ljusdal för vidare transporter till bestämmelseorten. En del av virket såldes också till snickerifabriker på orten och till enskilda. Bönder med egen skog kunde komma med timmer och byta mot sågat virke. Arbetet i sågen pågick oftast under våren och fram till slåttern skulle börja. Då fick de anställda vid sågen ofta övergå till slåtterarbetet. På hösten började sedan arbetet i hyvleriet.

## Beskrivning
Anläggningen har bestått av den stora sågbyggnaden, ett hyvleri, ett virkesförråd, en byggnad med matsal för arbetarna, brädgård, rälsspår, damm och en grävd kanal. Dammen anlades först på gammal åkermark och kanalen dit grävdes för hand. Jordmassorna från kanalen lades upp kring dammens kanter. Både matsalsbyggnaden och hyvleriet har brunnit.
Sågbyggnaden var uppförd i två våningar i resvirke och klädd med liggande fasspont. Taket täcktes av tvåkupigt tegel. Ett uppfordringsverk ledde från dammen till övre våningen på östra gaveln. På detta drogs timret som skulle sågas upp i ramsågen. Arbetsplatsen på övre våningen var helt öppen upp till takåsen. Där fanns sågramen, torrklyven, kantverket och en vedkap samt räls och vagnar för transport av det färdiga virket. Anläggningen drevs av en turbin på 50 hästkrafter. Den var inrymd i ett turbinhus som är utbyggt på sågens nordöstra hörn.